# The Loves of Carmen (pel·lícula de 1927)
The Loves of Carmen és una pel·lícula muda romàntica dramàtica estatunidenca del 1927 dirigida per Raoul Walsh. La pel·lícula, basada en la novel·la Carmen de Prosper Mérimée, és protagonitzada per Dolores del Río al paper principal, i Don Alvarado com a José. La pel·lícula va ser restaurada pel Museum of Modern Art i The Film Foundation.

## Repartiment
- Dolores del Río com a Carmen
- Don Alvarado com a José
- Victor McLaglen com Escamillo
- Mathilde Comont com a Emilia
- Fred Kohler com a cap gitano
- Nancy Nash com a Michaela
- Jack Baston com a Morales
- Carmen Costello com a Teresa
- Rafael Valverde com a Miguel